# 協和廣場 (荃灣)
協和廣場（英語：Concord Square）是位於香港荃灣新村街39號的小型商場，其上蓋為單幢住宅海天豪苑。商場於2004年開放，並且2018年間開始封閉樓上數層以翻新，只剩地面如街巿格局的菜店、豬肉店及花店，發展商為太平協和集團。

## 簡介
海天豪苑前身為大屋圍村及唐樓，是由政府興建，1956年落成，用以安置因興建大欖涌水塘而受影響的大欖、關屋地村民。政府在2000年代初計劃重建荃灣七街，該用地曾為臨時停車場。商場位於荃灣兩大街市荃灣街市和楊屋道街市的中心點，商鋪亦跟街市類同，為傳統零售如凍肉、食肆及花店等。2至3樓曾經為舒適堡健身中心（2007年9月—2016年6月）。
2015年起，協和廣場內多間店舖因商場翻新，不獲續租。
2023年2月，亞證地產以10億港元購入協和廣場。

## 海天豪苑
位於大屋街1號，為樓高21層單幢住宅，提供152伙單位，同樣於2003年落成。

## 鄰近
- 萬景峯
- 荃新天地
- 百悅坊
- 楊屋道市政大廈
- 如心廣場